# Tarifverbund Genf
Der Tarifverbund Genf, auch bekannt unter dem Marketingnamen unireso, ist der Tarif- und Verkehrsverbund des Öffentlichen Personennahverkehrs des Kantons Genf und angrenzenden Gebieten von Kanton Waadt sowie den französischen Départements Ain und Haute-Savoie.

## Geschichte

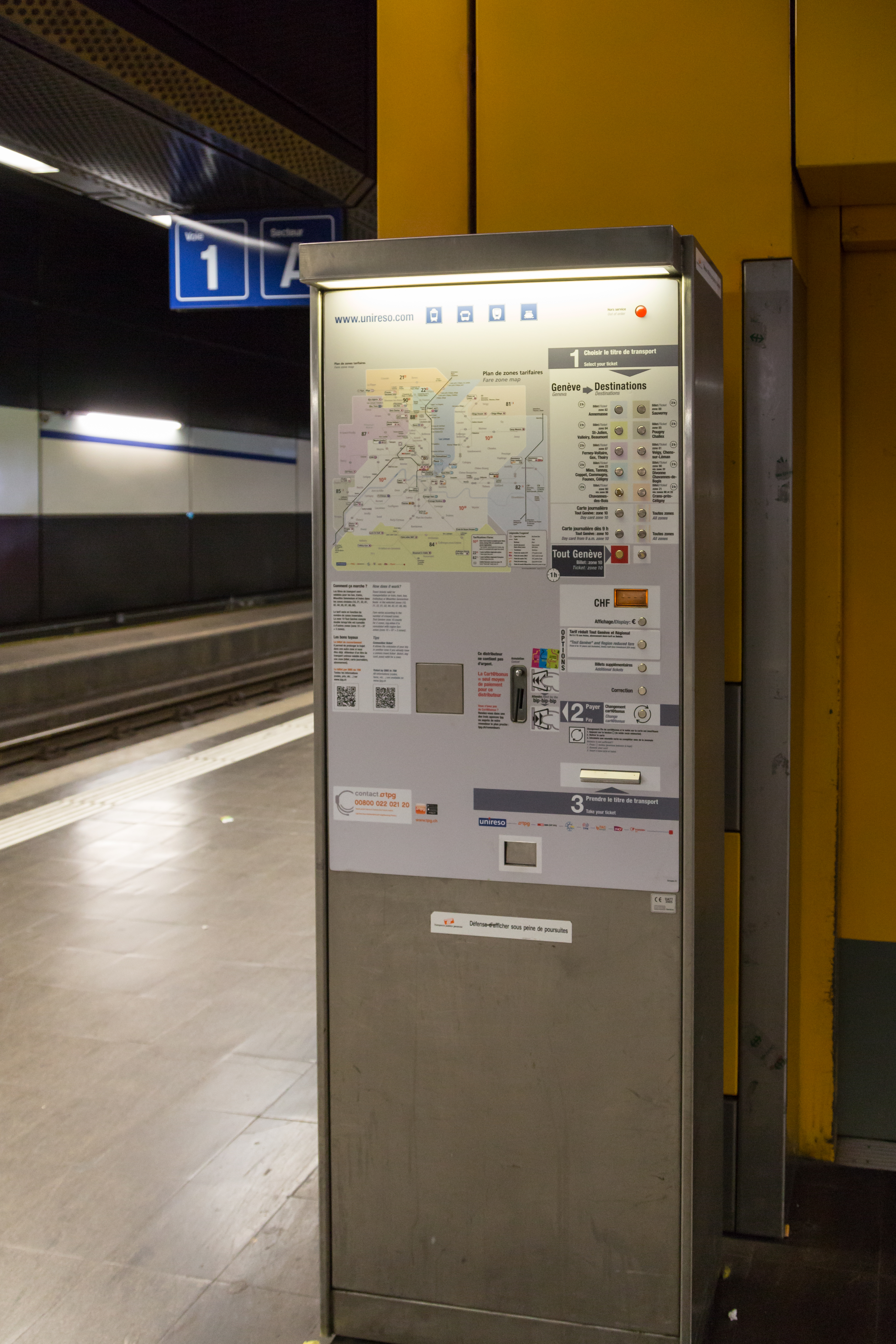
Fahrkartenautomat am Genfer Flughafenbahnhof

Der Tarifverbund Genf entstand im Jahr 2002 aus dem Zusammenschluss der bis heute bestehenden Tarifpartner.
2004 werden regionale Tarifvereinbarungen getroffen. Es treten die zwei Betreiber öffentlicher Verkehrsmittel (TAC und TPN (Kanton Waadt)) dem Tarifverbund bei; der Verbund erstreckt sich somit auf Frankreich und den Kanton Waadt.

## Ausdehnung
Das Gebiet erstreckt sich von Chancy im Südwesten bis nach Evian im Nordosten und von Gex im Nordwesten bis Annecy im Südosten. Insgesamt verkehren auf dem Netz sechs Zug- und sechs Tramlinien, 63 Buslinien und vier Schifflinien auf 450 km Streckennetz. Zudem besteht ein Nachtbus sowie Nachttaxis, welche auch zum Einsatz kommen.

## Partner

### Regionale Unternehmen
- Frossard/SAT
- Transports publics genevois

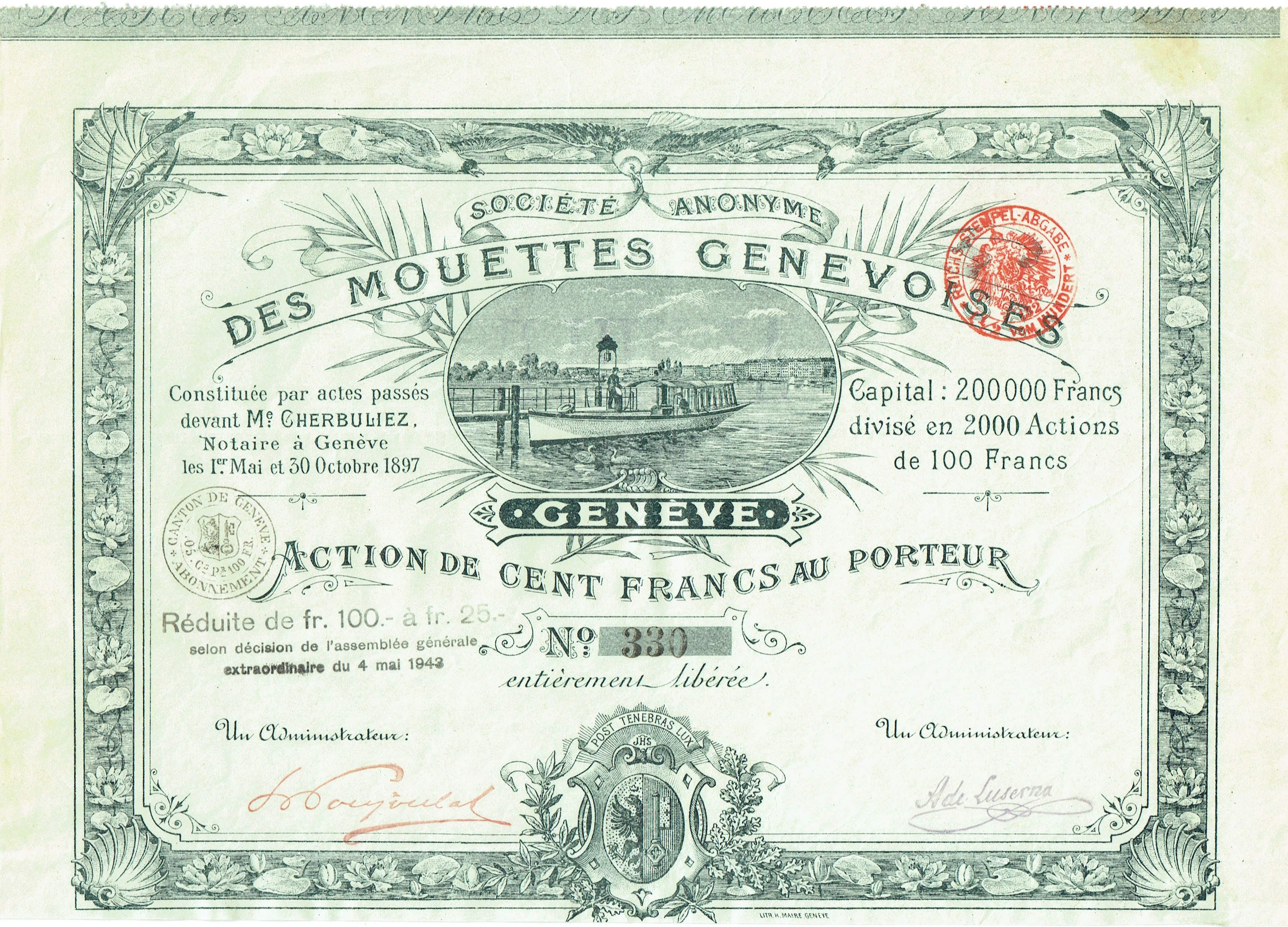
Aktie der Mouettes Genevoises vom 30. Oktober 1897

- Transports Publics - Agglomération d'Annemasse
- Mouettes genevoises
- Transports publics de la région nyonnaise

### Nationale Unternehmen
- PostAuto Schweiz AG
- Schweizerische Bundesbahnen

## Netzpläne

Kanton Genf
Nyon